# Le Center
Le Center är administrativ huvudort i Le Sueur County i Minnesota. Vid 2020 års folkräkning hade Le Center 2 517 invånare.